# Hyllinge Sogn
Hyllinge Sogn 
ist eine Kirchspielsgemeinde (dän.: Sogn)
auf der Insel Sjælland im südlichen Dänemark.
Bis 1970 gehörte sie zur Harde Øster Flakkebjerg Herred im damaligen Sorø Amt, danach zur Næstved Kommune im Storstrøms Amt, die im Zuge der  Kommunalreform zum 1. Januar 2007 in der „neuen“ Næstved Kommune in der Region Sjælland aufgegangen ist.
Im Kirchspiel leben 742 Einwohner, davon 455 im Kirchdorf (Stand: 1. Januar 2023).
Im Kirchspiel liegt die Kirche „Hyllinge Kirke“.
Nachbargemeinden sind im Norden Gunderslev Sogn, im Osten Vallensved Sogn, im Süden Karrebæk Sogn, im Südwesten Marvede Sogn und im Westen Kvislemark Sogn und Førslev Sogn.